# Новый Ропск
Но́вый Ропск — село в Климовском районе Брянской области Российской Федерации.
Административный центр муниципального образования "Новоропское сельское поселение".

## География
Село Новый Ропск находится в 9 км юго-восточнее административно-территориального муниципального районного центра — посёлка городского типа Климово, в 40 км (по трассе) от районного центра города Новозыбковa. Расположено на реке Ирпе, правом притоке реки Снов, в 1,3 км от границы с Украиной.

## История
Новый Ропск основан представителем литовского дворянского рода И. Рубцом в первой половине XVII в.  Селение в письменном источнике впервые упоминается в 1620 году и имело тогда название — Лозы. С середины XVII в. "Новоропск" — центр владений дворян Рубцов (так называемой Ропской волости, куда входило около 10 крупных соседних сёл); здесь располагался экономический двор с хозяйственными заведениями. С 1679 в гетманском владении; с 1740-х гг. — владение Неплюева, Разумовских и др. Со 2 половины XVII в. развивается ремесло и торговля, обеспечившие рост села и превращение его в местечко (к 1786 существовали кравецкий, шевский, шаповальский и ткацкий ремесленные цехи).
С 1861 года местечко Новый Ропск — центр Новоропской волости Новозыбковского уезда Черниговской губернии. Примерно в это же время в Новом Ропске было открыто почтовое отделение — ныне одно из старейших на Брянщине.
По данным Энциклопедического словаря Брокгауза и Ефрона, на рубеже XIX—XX вв. в Новом Ропске было 4600 жителей и проводилось 5 ярмарок. Были широко развиты ремёсла, особенно сапожное.
В 1901 году близ Нового Ропска прошла железнодорожная линия Новозыбков—Семёновка, на которой в 4 км от местечка была устроена станция "Новоропск" (ныне не действует).
В составе Брянской губернии, куда бо́льшая часть Новозыбковского уезда вошла в 1926 году, Новый Ропск являлся крупнейшим по численности сельским населённым пунктом (около 5,4 тыс. чел.).

## Население
| 2010 | 2013  |
| ---- | ----- |
| 1293 | ↘1226 |

## Достопримечательности

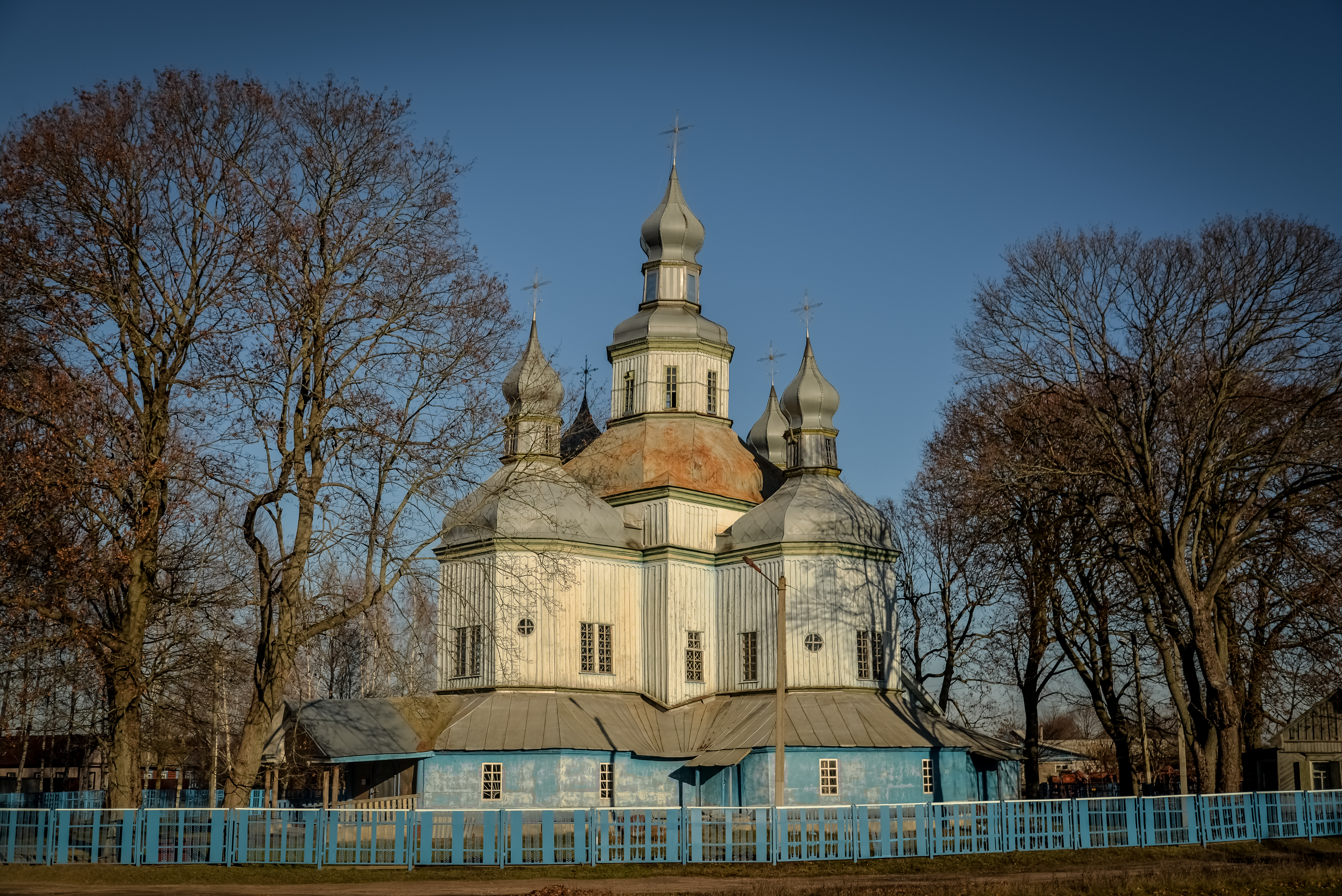
Церковь Николая Чудотворца

В современном селе сохранилась одна из двух, ранее существовавших, старинных приходских церквей — деревянная церковь во имя Святителя Николая Чудотворца. Построена она полковником Миргородский полка Даниилом Апостолом — в 1732 году, о чём свидетельствует надпись на внутренней стороне дверного косяка главного входа: "За державу императрицы Анны Иоанновны, при счастливом владении ясновельможного Даниила Апостола, гетмана, создан храм сей во имя св. Николая, в м. Ропску, року 1732". Ныне церковь действующая. 
Другой достопримечательностью села Новый Ропск является архитектурный памятник — здание Волостной управы, постройка 1900 года.